# Холистер (Северна Каролина)
Холистер (енгл. Hollister) насељено је место без административног статуса у америчкој савезној држави Северна Каролина.

## Демографија
По попису из 2010. године број становника је 674.
| Група             | 2000.    | 2010.       |
| Белци             | 0 (0,0%) | 22 (3,3%)   |
| Афроамериканци    | 0 (0,0%) | 160 (23,7%) |
| Азијати           | 0 (0,0%) | 0 (0,0%)    |
| Хиспаноамериканци | 0 (0,0%) | 22 (3,3%)   |
| Укупно            | 0        | 674         |